# Квасилів (зупинний пункт)
Кваси́лів — пасажирський залізничний зупинний пункт Рівненської дирекції Львівської залізниці.
Розташований у смт Квасилів Рівненського району Рівненської області на лінії Здолбунів — Ковель між станціями Рівне (8 км) та Здолбунів (4 км).
Станом на вересень 2017 р. на платформі зупиняються приміські поїзди.